# Ken Finkleman
Ken Finkleman (Winnipeg, Manitoba; 1946) es un escritor de televisión y películas canadiense.
En su país natal, es más conocido como escritor, creador y productor de la serie de CBC: The Newsroom, en el cual él representa al productor de noticias de televisión George Findlay. Él también ha producido otras series de la televisión Canadiense, incluyendo Married Life, Foolish Heart, Foreign Objects y More Tears. Cada de estas series también incluyó Findlay como personaje ligador.
Finkleman también escribió los guiones de un gran número de películas de Hollywood en los 1980s, incluyendo Grease 2, Airplane II: The sequel y la película de Madonna Who's That Girl?. Sus producciones de televisión son vistas, en parte, como una reacción a sus experiencias en Hollywood.
Su hermano, Danny Finkleman, es una gran personalidad en CBC Radio One, quien se retiró como presentador de Finkleman's 45s en 2005.
Su último trabajo, At The Hotel, es una miniserie de seis partes que debutó en CBC el 7 de marzo de 2006.
- Datos: Q1987410